# Columns III

Columns III: Revenge of Columns é terceiro jogo produzido pela Sega da série Columns em 1994 sendo a sequência de Columns II.